# Khosrow Golsorkhi

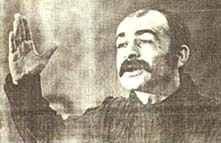

Khosrow Golsorkhi (persisch خسرو گلسرخى Chosro Golesorchi; * 22. Januar 1944 in Rascht; † 18. Februar 1974 in Teheran) war ein iranischer Journalist, Dichter und kommunistischer Aktivist im Iran während des Kalten Krieges. Khosrow Golsorkhi war Mitglied der Organisation der Volksfedajin-Guerilla Iran (چریک های فدایی خلق). Human Madschd nannte ihn den iranischen Che Guevara.
Khosrow Golsorkhi wurde der am 2. Oktober 1973 versuchten Entführung des Sohnes von Schah Mohammad Reza Pahlavi angeklagt und aufgrund der erdrückenden Beweise zum Tode verurteilt. Sein Prozess 1974 wurde in Ausschnitten im iranischen Fernsehen ausgestrahlt. In seiner Verteidigungsrede vor dem Militärgericht setzte Golsorkhi den Kampf der Volksmudschahedin mit dem Kampf Husain ibn ʿAlīs gegen die herrschende Kalifenlinie der Umayyaden gleich. Auf die Frage des Richters, ob er seine terroristischen Aktivitäten fortsetzen wolle, antwortete Golsorkh mit „ja.“
Khosrow Golsorkhi wurde am 17. Februar 1974 in Teheran hingerichtet.